# Медаль «За выслугу лет в CC»
Медаль «За выслугу лет в СС» (Служебный знак отличия СС) (нем. SS-Dienstauszeichnung) — медаль Третьего Рейха, учреждённая 30 января 1938 для награждения членов СС за непрерывную службу в рядах организации (без дисциплинарных взысканий).

## Описание
Дизайн награды разработал мюнхенский профессор Карл Дибич.
Знак имел 4 степени: 
- 1-я (позолоченный крест) вручалась за 25 лет безупречной службы [1];
- 2-я (посеребренный крест) — за 12 лет;
- 3-я (позолоченная медаль) — за 8 лет;
- 4-я степень (посеребренная медаль) — за 4 года службы.

Если член СС имел больше одной медали, носились одновременно две старшие степени. В общий стаж службы в СС могли добавлять и предыдущие годы работы в НСДАП (для партийных функционеров). За особые заслуги предполагалось досрочное награждение.
На реверсе медали была надпись «FÜR TREUE DIENSTE IN DER SS» (За верную службу в СС). Третья и четвёртая степени имели вид круглой медали, 1-я и 2-я — вид статической свастики, вырезанной по контуру, с наложенным на центр дубовым венком и зиг-рунами. Награда изготавливалась из никеля с последующим покрытием бронзой, серебром, золотом или без покрытия в зависимости от степени.
К знакам 1-й и 2-й степени прилагалась орденская лента (или планка) синего цвета с вышитыми золотом (1-я ступень) или серебром (2-я ступень) рунами «двойной зиг». На синей ленте 3-й и 4-й степени размещался миниатюрный медальон с изображением аверса медали.

## Современный статус
В согласовании с законом Германии о порядке награждения орденами и о порядке ношения от 26 июля 1957 года (нем. Gesetz uber Titel, Orden und Ehrenzeichen) ношение медали «За выслугу лет в СС» запрещается в любом виде.

## Галерея
- Изображение (аверс) медали за выслугу лет в рядах СС 4-й степени за 4 года службы
- Изображение (реверс) медали за выслугу лет в рядах СС 4-й степени за 4 года службы
- Медаль «За выслугу лет в СС» 3-й степени за 8 лет (аверс)
- Медаль «За выслугу лет в СС» 3-й степени за 8 лет (реверс)